# Lucas Eriksson
Lucas Eriksson (10 de abril de 1996) es un ciclista profesional sueco. Desde 2023 corre para el equipo suizo Tudor Pro Cycling Team de categoría UCI ProTeam. Su hermano Jacob, también es ciclista profesional.

## Palmarés
2018
- Campeonato de Suecia en Ruta

2019
- Campeonato de Suecia en Ruta

2020
- 3.º en el Campeonato de Suecia en Ruta

2021
- Circuito de las Ardenas, más 1 etapa
- 3.º en el Campeonato de Suecia en Ruta

2022
- Circuito de las Ardenas
- Campeonato de Suecia en Ruta
- Kreiz Breizh Elites

2023
- Campeonato de Suecia en Ruta

2025
- 2.º en el Campeonato de Suecia en Ruta

## Equipos
- Team Tre Berg-Bianchi (2015-10.9.2016)
- SEG Racing Academy (2017)
- Riwal (2019-2022)
  - Riwal Readynez Cycling Team (2019-08.2020)
  - Riwal Securitas Cycling Team (08.2020-12.2020)
  - Riwal Cycling Team (2021-2022)
- Tudor Pro Cycling Team (2023-)